# Trace ton chemin
Singles de Nolwenn Leroy
Gemme
(2017) So Far Away From L.A.
(2018)
Pistes de Gemme
Ce que je suis A Dream
Trace ton chemin est le vingt-deuxième single de Nolwenn Leroy mais aussi le deuxième single extrait de son sixième album, Gemme.